# ایلخچی (آق‌سو)
ایلخچی (به لاتین: İlxıçı) یک منطقه مسکونی در جمهوری آذربایجان است که در شهرستان آق‌سو واقع شده است. ایلخچی ۷۸۱ نفر جمعیت دارد.